# Kazakistan ai XX Giochi olimpici invernali
Il Kazakistan ha partecipato ai XX Giochi olimpici invernali di Torino, svoltisi a dall'11 al 26 febbraio 2006, con una delegazione di 56 atleti, 44 uomini e 12 donne.

## Biathlon
| Gara                        | Atleta               | Risultati | Risultati | Risultati   |
| Gara                        | Atleta               | Tempo     | Penalità  | Piazzamento |
| --------------------------- | -------------------- | --------- | --------- | ----------- |
| Sprint individuale maschile | Alexsandr Chervyhkov | 29'27"1   | 2         | 56          |
| Inseguimento maschile       | Alexsandr Chervyhkov | 43'28"44  | 8         | 53          |
| Individuale maschile        | Alexsandr Chervyhkov | 1:03'56"4 | 6         | 73          |

| Gara                         | Atleta        | Risultati | Risultati | Risultati   |
| Gara                         | Atleta        | Tempo     | Penalità  | Piazzamento |
| ---------------------------- | ------------- | --------- | --------- | ----------- |
| Sprint individuale femminile | Anna Lebedeva | 25'21"8   | 2         | 52          |
| Inseguimento femminile       | Anna Lebedeva | ritirata  | ritirata  | ritirata    |
| Individuale femminile        | Anna Lebedeva | 56'46"5   | 4         | 49          |

## Freestyle
| Gara            | Atleta           | Qualificazioni | Qualificazioni | Finale          | Finale    |
| Gara            | Atleta           | Punti          | Posizione      | Punti           | Posizione |
| --------------- | ---------------- | -------------- | -------------- | --------------- | --------- |
| Gobbe maschile  | Dmitriy Reiherd  | 18,33          | 33             | non qualificato | 33        |
| Gobbe femminile | Yuliya Rodionova | 16,76          | 28             | non qualificata | 28        |
| Gobbe femminile | Darya Rybalova   | 18,70          | 25             | non qualificata | 25        |

## Hockey su ghiaccio

### Torneo maschile

#### Roster
La squadra maschile è composta da:
| Portieri: Vitaliy Yeremeyev (HC Dinamo Mosca) Vitaly Kolesnik (Colorado Avalanche) Kirill Zinovyev (Barys Astana) |

| Difensori: Vladimir Antipin (Mytischi Khimik) Artyom Argokov (Metallurg Novokuznetsk) Yevgeniy Blokhin (HK MVD Tver) Alexey Koledayev (HC Sibir Novosibirsk) Oleg Kovalenko (HC Kazzinc-Torpedo) Yevgeniy Pupkov (SKA San Pietroburgo) Andrey Savenkov (HC Kazzinc-Torpedo) Denis Shemelin (HC Neftekhimik) Alexey Vassilchenko (HC Neftekhimik) |

| Attaccanti: Sergey Alexandrov (HC Kazzinc-Torpedo) Nik Antropov (Toronto Maple Leafs) Dmitriy Dudarev (Ak Bars Kazan) Aleksandr Koreshkov (HC Kazzinc-Torpedo) Yevgeniy Koreshkov (HC Kazzinc-Torpedo) Andrey Ogorodnikov (HC Kazzinc-Torpedo) Andrey Pchelyakov (PHC Krylya Sovetov) Fedor Polischuk (SKA San Pietroburgo) Andrey Samokhvalov (Khimik Voskresensk) Konstantin Shafranov (PHC Krylya Sovetov) Andrey Troshchinskiy (Ust-Kamenogorsk) Dmitriy Upper (HC CSKA Mosca) |

#### Prima fase
| Torino 15 febbraio 2006, ore 11:35 UTC+1 | Kazakistan | 2 – 7 (0-3, 1-4, 1-0) referto | Svezia | Torino Esposizioni (2.200 spett.) |

| Torino 16 febbraio 2006, ore 21:05 UTC+1 | Stati Uniti | 4 – 1 (3-0, 0-0, 1-1) referto | Kazakistan | Torino Esposizioni (3.400 spett.) |

| Torino 18 febbraio 2006, ore 11:35 UTC+1 | Kazakistan | 0 – 1 (0-0, 0-1, 0-0) referto | Russia | Torino Esposizioni (3.660 spett.) |

| Torino 19 febbraio 2006, ore 16:05 UTC+1 | Slovacchia | 2 – 1 (0-1, 1-0, 1-0) referto | Kazakistan | Palasport Olimpico (9.1606 spett.) |

| Torino 21 febbraio 2006, ore 11:35 UTC+1 | Lettonia | 2 – 5 (1-1, 0-1, 1-3) referto | Kazakistan | Torino Esposizioni (2.300 spett.) |

Classifica
| Squadre     | Punti | PG | V | P | GF | GS | DG  |
| ----------- | ----- | -- | - | - | -- | -- | --- |
| Slovacchia  | 10    | 5  | 5 | 0 | 18 | 8  | +10 |
| Russia      | 8     | 5  | 4 | 1 | 23 | 11 | +12 |
| Svezia      | 6     | 5  | 3 | 2 | 15 | 12 | +36 |
| Stati Uniti | 4     | 5  | 1 | 3 | 13 | 13 | -   |
| Kazakistan  | 2     | 5  | 1 | 4 | 9  | 16 | -7  |
| Lettonia    | 1     | 5  | 0 | 4 | 11 | 29 | -18 |

## Pattinaggio di velocità
| Gara   | Atleta           | Tempo   | Posizione |
| ------ | ---------------- | ------- | --------- |
| 5000 m | Dmitry Babenko   | 6'42"25 | 23        |
| 1500 m | Aleksey Belyayev | 1'52"20 | 39        |
| 500 m  | Aleksandr Zhigin | 1'13"80 | 34        |
| 1000 m | Aleksandr Zhigin | 1'12"36 | 36        |

| Gara   | Atleta            | Tempo   | Posizione |
| ------ | ----------------- | ------- | --------- |
| 3000 m | Nataliya Rybakova | 4'38"76 | 28        |

## Salto con gli sci
| Gara               | Atleta                                                       | Qualificazione | Qualificazione | Finale          | Finale          | Finale          | Posizione       |
| Gara               | Atleta                                                       | Punti salto    | Posizione      | Punti 1° salto  | Punti 2° salto  | Punti totali    | Posizione       |
| ------------------ | ------------------------------------------------------------ | -------------- | -------------- | --------------- | --------------- | --------------- | --------------- |
| Trampolino normale | Ivan Karaulov                                                | 109,0          | 23             | 102,4           | non qualificato | non qualificato | 46              |
| Trampolino normale | Nikolay Karpenko                                             | squalificato   | squalificato   | squalificato    | squalificato    | squalificato    |                 |
| Trampolino normale | Alexey Korolev                                               | 86,5           | 48             | non qualificato | non qualificato | non qualificato | non qualificato |
| Trampolino normale | Radik Zhaparov                                               | 110,0          | 25             | 115,0           | 112,0           | 227,0           | 26              |
| Trampolino lungo   | Ivan Karaulov                                                | 92,1           | 15             | 68,9            | non qualificato | non qualificato | 46              |
| Trampolino lungo   | Nikolay Karpenko                                             | 84,6           | 25             | 65,2            | non qualificato | non qualificato | 48              |
| Trampolino lungo   | Alexey Korolev                                               | 63,5           | 41             | non qualificato | non qualificato | non qualificato | non qualificato |
| Trampolino lungo   | Radik Zhaparov                                               | 86,7           | 21             | 95,7            | non qualificato | non qualificato | 31              |
| Gara a squadre     | Ivan Karaulov Nikolay Karpenko Alexey Korolev Radik Zhaparov |                |                | 322,2           | non qualificati | non qualificati | 12              |

## Sci alpino
| Gara    | Atleta            | 1° manche  | 2° manche | Tempo totale | Posizione |
| ------- | ----------------- | ---------- | --------- | ------------ | --------- |
| Slalom  | Victor Ryabchenko | non finito |           |              |           |
| Gigante | Victor Ryabchenko | 1'29"52    | 1'31"14   | 3'00"66      | 33        |

| Gara    | Atleta        | 1° manche | 2° manche | Tempo totale | Posizione |
| ------- | ------------- | --------- | --------- | ------------ | --------- |
| Slalom  | Vera Eremenko | 50"73     | 55"27     | 1'46"00      | 47        |
| Gigante | Vera Eremenko | 1'01"77   | 1'09"69   | 2'11"46      | 36        |

## Sci di fondo
| Gara                   | Atleta                                                               | Tempo d'arrivo | Posizione |
| ---------------------- | -------------------------------------------------------------------- | -------------- | --------- |
| 15 km tecnica classica | Dmitrij Eremenko                                                     | 40'42"8        | 30        |
| 30 km inseguimento     | Dmitrij Eremenko                                                     | 1:22'09"9      | 44        |
| 15 km tecnica classica | Andrey Golovko                                                       | 40'58"0        | 37        |
| 30 km inseguimento     | Andrey Golovko                                                       | 1:19'34"3      | 29        |
| 50 km tecnica libera   | Andrey Golovko                                                       | 2:07'19"6      | 29        |
| 30 km inseguimento     | Andrey Kondroschev                                                   | 1:25'51"4      | 60        |
| 50 km tecnica libera   | Andrey Kondroschev                                                   | 2:23'24"2      | 54        |
| 50 km tecnica libera   | Denis Krivushkin                                                     | 2:08'05"3      | 37        |
| 15 km tecnica classica | Maxim Odnovortsev                                                    | 40'53"2        | 36        |
| 30 km inseguimento     | Maxim Odnovortsev                                                    | 1:17'09"6      | 9         |
| 50 km tecnica libera   | Maxim Odnovortsev                                                    | 2:06'23"4      | 13        |
| 15 km tecnica classica | Aleksej Poltoranin                                                   | 41'09"7        | 39        |
| Staffetta 4x10 km      | Andrey Golovko Dmitrij Eremenko Maxim Odnovortsev Yevgeniy Koschevoy | 1:40'03"6      | 13        |

| Gara             | Atleta                              | Qualificazioni | Qualificazioni | Quarti di finale | Quarti di finale | Semifinali      | Semifinali      | Finale  | Finale    |
| Gara             | Atleta                              | Tempo          | Pos.           | Tempo            | Pos.             | Tempo           | Pos.            | Tempo   | Posizione |
| ---------------- | ----------------------------------- | -------------- | -------------- | ---------------- | ---------------- | --------------- | --------------- | ------- | --------- |
| Individuale      | Nikolaj Čebot'ko                    | 2'21"23        | 35             | Non qualificato  | Non qualificato  |                 |                 |         | 35        |
| Individuale      | Sergej Čerepanov                    | 2'26"48        | 55             | Non qualificato  | Non qualificato  |                 |                 |         | 55        |
| Individuale      | Yevgeniy Koschevoy                  | 2'18"88        | 18             | 2'20"07          | 3                | Non qualificato | Non qualificato |         | 14        |
| Individuale      | Yevgeni Safonov                     | 2'22"99        | 45             | Non qualificato  | Non qualificato  |                 |                 |         | 45        |
| Sprint a squadre | Nikolaj Čebot'ko Yevgeniy Koschevoy |                |                |                  |                  | 17'42"6         | 5               | 17'25"1 | 6         |

| Gara                   | Atleta                                                                         | Tempo d'arrivo | Posizione |
| ---------------------- | ------------------------------------------------------------------------------ | -------------- | --------- |
| 10 km tecnica classica | Elena Antonova                                                                 | 31'04"4        | 42        |
| 10 km tecnica classica | Natalya Issachenko                                                             | 32'52"9        | 61        |
| 30 km tecnica libera   | Natalya Issachenko                                                             | 1:30'04"3      | 38        |
| 15 km inseguimento     | Oxana Jatskaja                                                                 | 46'57"0        | 41        |
| 30 km tecnica libera   | Oxana Jatskaja                                                                 | 1:25'30"5      | 15        |
| 15 km inseguimento     | Elena Kolomina                                                                 | 45'44"1        | 25        |
| 30 km tecnica libera   | 1:26'06"4                                                                      | 19             |           |
| 10 km tecnica classica | Svetlana Malahova-Shishkina                                                    | 29'24"1        | 15        |
| 15 km inseguimento     | Svetlana Malahova-Shishkina                                                    | 44'00"0        | 12        |
| 30 km tecnica libera   | Svetlana Malahova-Shishkina                                                    | 1:30'41"5      | 40        |
| 10 km tecnica classica | Yevgeniya Voloshenko                                                           | 30'47"1        | 40        |
| 15 km inseguimento     | 48'17"2                                                                        | 50             |           |
| Staffetta 4x10 km      | Oxana Jatskaja Yevgeniya Voloshenko Elena Kolomina Svetlana Malahova-Shishkina | 57'52"9        | 13        |

| Gara             | Atleta                        | Qualificazioni | Qualificazioni | Quarti di finale | Quarti di finale | Semifinali | Semifinali | Finale  | Finale    |
| Gara             | Atleta                        | Tempo          | Pos.           | Tempo            | Pos.             | Tempo      | Pos.       | Tempo   | Posizione |
| ---------------- | ----------------------------- | -------------- | -------------- | ---------------- | ---------------- | ---------- | ---------- | ------- | --------- |
| Individuale      | Natalya Issachenko            | 2'21"22        | 45             | Non qualificata  | Non qualificata  |            |            |         | 45        |
| Individuale      | Oxana Jatskaja                | 2'22"12        | 46             | Non qualificata  | Non qualificata  |            |            |         | 46        |
| Individuale      | Elena Kolomina                | 2'20"28        | 38             | Non qualificata  | Non qualificata  |            |            |         | 38        |
| Individuale      | Daria Starostina              | 2'27"58        | 60             | Non qualificata  | Non qualificata  |            |            |         | 60        |
| Sprint a squadre | Oxana Jatskaja Elena Kolomina |                |                |                  |                  | 17'36"3    | 5          | 17'42"8 | 9         |